# Mitreo del Circo Máximo
El Mitreo del Circo Máximo es un mitreo de Roma situado cerca del extremo del Circo Máximo más cercano al Tíber, en el borde del Foro Boario, bajo una dependencia del Teatro dell'Opera que da a la via dell'Ara Massima.

## Historia
Probablemente hacia mediados del siglo I, se construyó un vasto edificio público en la parte sureste del Foro Boario; en su configuración inicial, se consideraba la sede de un tribunal del prefecto de la Ciudad . Fue remodelado varias veces en los siglos posteriores, y una de las modificaciones más importantes fue la que, en el siglo III a. C., transformó su sótano en un mitreo.
Frente a las carceres del Circo Máximo, fue descubierta y excavada en 1931 durante la construcción de un almacén para los decorados y el vestuario del Teatro dell'Opera. Las primeras investigaciones fueron publicadas en 1932 por Antonio Maria Colini.

## Descripción
El sótano del edificio del siglo I está bastante bien conservado, con cinco salas rectangulares paralelas comunicadas entre sí; dos grandes escaleras en la fachada que da al Circo Máximo conducían al piso superior, hoy desaparecido; cubrían casi toda la fachada del edificio. Estas escaleras, que coronaban salas más pequeñas, se añadieron en una segunda fase de construcción, probablemente en el periodo siglo II.
Durante o hacia finales del siglo III, algunas salas fueron acondicionadas para albergar un mitreo. El acceso principal estaría entonces en la fachada este, a través de un pasillo, mientras que ahora se accede por lo que sería una entrada secundaria. El santuario propiamente dicho, el spelaeum (gruta), está acompañado de un nicho, una especie de sacristía. El gran suelo de ladrillo data de la época de Diocleciano.
En las paredes del atrio, dos nichos con base de mármol albergan probablemente estatuas de Cautes y Cautópates, enmarcadas por dos consolas que sostienen las columnas de los edículos. Cuatro salas están conectadas por un arco construido donde se unen. Aquí se situaban los bancos para los fieles. A ambos lados de la entrada había dos edículos, uno de los cuales contenía una vasija de barro. En el centro del arco había una gran ánfora de terracota, en la que probablemente se recogía la sangre de los toros sacrificados. El suelo estaba pavimentado con mármol, en parte procedente de spolia.
En el muro del fondo había un arco, cuya parte inferior era de piedra pómez y contenía varios nichos. En el interior del arco había un edículo de ladrillo que formaba un nicho semicilíndrico cubierto por una cúpula; aquí se encontraba, a la vista, la estatua de Mitra. No se ha establecido la ubicación exacta del bajorrelieve principal, pero representa una tauroctonía y conserva restos de las pinturas que lo decoraban: Mitra matando al toro, flanqueado por Cautes, Cautópates, Sol, Luna y el cuervo, y a la izquierda Mitra llevando el toro muerto. Una inscripción menciona el nombre del dedicante: Deo Soli Invicto Mithrae Ti(berius) Claudio Hermes ob votum dei typum d(ono) d(at «(Al invicto dios del Sol Mitra, Tiberio Claudio Hermes ofrece la imagen del dios tras hacer un voto»).
Un segundo bajorrelieve, más pequeño, se encuentra en una hornacina de la pared derecha y representa el sacrificio del toro. Se han encontrado otras inscripciones y dedicatorias, colocadas por libertos (esclavos liberados).